# Aubigny, Allier
Aubigny là một xã ở tỉnh Allier thuộc miền trung nước Pháp.